# Зетреній-де-Сус
Зетреній-де-Сус (рум. Zătrenii de Sus) — село у повіті Вилча в Румунії. Входить до складу комуни Зетрень.
Село розташоване на відстані 181 км на захід від Бухареста, 55 км на південний захід від Римніку-Вилчі, 49 км на північ від Крайови.

## Населення
За даними перепису населення 2002 року у селі проживали 235 осіб, усі — румуни. Усі жителі села рідною мовою назвали румунську.